# Borg (Lofoten)
68°14′50″N 13°45′13″Ø / 68.24722°N 13.75361°Ø
 For alternative betydninger, se Borg (flertydig). (Se også artikler, som begynder med Borg)
Borg i Lofoten er et et udgravningsområde på det nordlige Vestvågøy i Lofoten. I nærheden af bygden Borg har skandinaviske arkæologer mellem 1986 og 1989 afdækket bosættelser fra det 2. århundrede e. Kr. til det 15. århundrede. I vikingetiden bestod stedet af mindst 115 gårde med 1.800 indbyggere. 
Der blev endvidere afdækket den største vikingebygning, der nogen sinde er fundet – et høvdingesæde, der blev etableret allerede omkring år 500 med fund af genstande, som knytter Lofoten til Middelhavet, Frankrig, England og Tyskland. Det vidner om et magtcentrum. Selve den store høvdinggård er 83 meter lang og 9 meter høj. Lofoten og Nord-Norge var en integreret del af den fælles europæiske kultur i vikingtiden. Høvdingesædet i Borg blev forladt omkring år 950, og den sidste høvding var sandsynligvis Olaf Tvennumbruni, der bosatte sig igen i Island.
Rekonstruktionen af huset og miljøet rundt om det udgør i nutiden Lofotr Vikingmuseum, der viser hverdagslivet som man tror det udspandt sig i de første år efter, at det blev bygget. Landskabet rundt om Borg antages at være forholdsvis uændret fra den tid, og holdes delvis vedlige ved hjælp af får.
Borge kirke ligger ved Borg, det samme gør Bøstad skole, Borgtun kro, Spar Borg og Borg 
barnehage. 